# Parasitiformes
Els parasitiformes són un superordre dins els Acari (tractat com a subordre en classificacions obsoletes). Moltes espècies són paràsites (la més coneguda és les paparres), però no totes ho són; per exemple, al voltant de la meitat de les 10.000 espècies conegudes dins el subordre dels mesostigmats són predadors dels criptozous, petits animals que viuen a la fullaraca del sòl, la fusta podrida, els fems o la pols de les cases. Unes poques espècies s'alimenten de fongs o ingereixen espores o pol·len.
Els àcars fitoseids, que representen un 15% de tots els mesostigmats descrits, es fan servir amb èxit en el control biològic.

## Característiques
El cos consta de dues regions o tagmes. La part anterior es coneix com gnatosoma que està envoltat per un anell esclerotitzat i és on es troben els quelícers i els palps. Està formada pel sostre (tectum o epistoma), el sòl (hipostoma) amb cornículs (perduts en Ixodida) i les parets laterals per les coxes dels pedipalps, en alguns casos, l'hipostoma pot estar format per les coxes dels pedipalps més altres elements anteroventrals. Els quelícers se situen per davall de l'epistoma i la cavitat bucal en el centre d'aquestes estructures. La resta del cos es coneix com a idiosoma, que està format per dues regions més o menys delimitades, el podosoma, que porta les quatre potes marxadores, i l'opistosoma que té forma de sac i conté els òrgans digestius, excretors i reproductors.

## Taxonomia
Hi ha unes 12.000 espècies descrites dins els parasitiformes, i s'estima que el total d'espècies es troba 100.000 i 200.000, les quals es troben classificades dins de 3 ordres i més de 100 famílies.
- Ordre Holothyrida
  - Allothyridae
  - Holothyridae
  - Neothyridae
- Ordre Ixodida - paparres
  - Argasidae - paparres toves
  - Ixodidae - paparres dures
  - Nuttalliellidae
- Ordre Mesostigmata
  - Monogynaspida
    - Subordre Arctacarina - 1 família
    - Subordre Dermanyssina
      - Superfamília Ascoidea - 7 famílies
      - Superfamília Dermanyssoidea - 21 famílies
      - Superfamília Eviphidoidea - 5 famílies
      - Superfamília Rhodacaroidea - 6 famílies
      - Superfamília Veigaioidea - 1 família

    - Subordre Diarthrophallina
      - Superfamília Diarthrophalloidea - 1 família

    - Subordre Epicriina
      - Superfamília Epicrioidea - 4 famílies

    - Subordre Heatherellina
      - Superfamília Heatherellidae - 1 família

    - Subordre Heterozerconina
      - Superfamília Discozerconidae - 1 família
      - Superfamília Heterozerconidae - 1 família

    - Subordre Microgyniina
      - Superfamília Microgynioidea - 2 famílies

    - Subordre Parasitina
      - Superfamília Parasitoidea - 1 família

    - Subordre Sejina
      - Superfamília Sejoidea - 1 família

    - Subordre Uropodina
      - Superfamília Uropodoidea - 19 famílies

  - Trigynaspida
    - Subordre Antennophorina
      - Superfamília Aenicteguoidea - 4 famílies
      - Superfamília Antennophoroidea - 1 família
      - Superfamília Celaenopsoidea - 9 famílies
      - Superfamília Fedrizzioidea - 4 famílies
      - Superfamília Megisthanoidea - 2 famílies
      - Superfamília Parantennuloidea - 2 famílies

    - Subordre Cercomegistina
      - Superfamília Cercomegistoidea - 6 famílies